# Полоневичский сельсовет
Полоне́вичский сельсовет (бел. Палане́віцкі сельсавет) — упразднённая административно-территориальная единица в составе Дзержинского района Минской области Белорусской ССР. Административный центр — деревня Полоневичи.

## История
Полоневичский сельсовет был образован 20 августа 1924 года в составе Койдановского района Минского округа. 25 июля 1931 года сельсовет был преобразован в Полоневичский польский национальный сельсовет. 15 марта 1932 года Койдановский район был преобразован в Койдановский польский национальный район, 29 июня того же года район был переименован в Дзержинский. 31 июля 1937 года район был упразднён, а сельсовет был передан в состав Минского района. 23 августа 1937 года Полоневичский польский национальный сельсовет вновь преобразован в Полоневичский сельсовет. 4 февраля 1939 года сельсовет был передан в состав восстановленного Дзержинского района.
16 июля 1954 года Полоневичский сельсовет был упразднён, в рамках проводимой в то время политики укрупнения районов и сельсоветов, а все населённые пункты сельсовета переданы в состав Боровского сельсовета.

## Состав сельсовета
| №  | Название    | (бел. )      | Статус  | Население (1926) |
| -- | ----------- | ------------ | ------- | ---------------- |
| 1. | Андриевщина | Андрыеўшчына | деревня | 97               |
| 2. | Кулики      | Кулікі       | деревня | 77               |
| 3. | Ливье       | Ліўе         | деревня | 177              |
| 4. | Полоневичи  | Паланевічы   | деревня | 395              |
| 5. | Попки       | Папкі        | деревня | 213              |
| 6. | Сыроватки   | Сыраваткі    | деревня | 106              |
| 7. | Шабуневка   | Шабунеўка    | деревня | 55               |

 административный центр сельсовета